# Boydell-Gletscher
Der Boydell-Gletscher ist ein rund 15 km langer Gletscher im Grahamland auf der Antarktischen Halbinsel. Er fließt vom Detroit-Plateau in südöstlicher Richtung zur Südflanke des Sjögren-Gletschers.
Der Falkland Islands Dependencies Survey kartierte ihn anhand eigener Vermessungen zwischen 1960 und 1961. Das UK Antarctic Place-Names Committee benannte ihn am 12. Februar 1964 nach dem britischen Erfinder James John Boydell (1803–1859), der das erste funktionierende Kettenfahrzeug entwickelte und hierfür 1846 und 1854 Patente hielt.